# Johannes Trellund
Johannes Trellund (født 5. oktober 1669 i København, død 12. juni 1735 i Viborg) var biskop over Viborg Stift fra 1725 til sin død.
Han blev student i 1686, efter teologisk attestats 1692 tog han på en femårig studierejse til udlandet, i 1699 blev han lector theologiæ i Christiania, i 1701 feltprovst i Italien, i 1705 professor eloquentiæ i København, i 1707 stiftsprovst i Christiania, i 1711 professor theologiæ i København og til sidst i 1725 biskop i Viborg.